# Piansano
Piansano é uma comuna italiana da região do Lácio, província de Viterbo, com cerca de 2.106 (Cens. 2014) habitantes. Estende-se por uma área de 26,44 km², tendo uma densidade populacional de 83,96 hab/km². Faz fronteira com Arlena di Castro, Capodimonte, Cellere, Tuscania, Valentano.

## Demografia
| Variação demográfica do município entre 1861 e 2011                               |
|                                                                                   |
| Fonte: Istituto Nazionale di Statistica (ISTAT) - Elaboração gráfica da Wikipedia |